# ヒル・アンド・ノウルトン
ヒル アンド ノウルトン ストラテジーズ（Hill+Knowlton Strategies）は、アメリカ合衆国ニューヨーク市に本拠を置くPR（パブリック・リレーションズ）・コンサルティング会社。52ヵ国90拠点にオフィスを構えている。1927年にジョン・W・ヒル（John W. Hill）によってオハイオ州クリーブランドに設立。現在ではWPPグループの傘下企業のひとつとなっている。現在の会長兼最高経営責任者（CEO）は2011年より現職のジャック・マーティン（Jack Martin）。
日本法人であるヒルアンドノウルトンジャパン株式会社についても記述する。

## 概要
世界3大広告グループといわれるWPPグループ（NASDAQ:WPPGY）の主要なメンバーカンパニーである。Hill & Knowltonは、世界41カ国に73拠点で展開し、PRおよびPA専門の広報企業となっている。2007年に80周年を迎えた。2011年にWPPグループの1社であるPublic Strategies（パブリック・ストラテジーズ）との合併を発表。2011年Hill & Knowltonは社名をHill+Knowlton Strategiesに変更。フォーチュン500社中300社以上をクライアントにしていることを自社ホームページで強調している。

## 沿革
初期
現在のHill+Knowlton Strategiesの前身となった会社は、1927年にオハイオ州クリーブランドの新聞記者兼ビジネスマン、ジョン・ヒルにより設立。最初のクライアントは地元のクリーブランドに拠点を置くUnion Trust Company（ユニオン信託）とOtis Steel Company（オーティス・スチール・カンパニー）のだった。 Union Trust Companyが1933年の大恐慌により閉鎖した後、同社の広告ディレクターであったドン・ノウルトン（Don Knowlton）をヒルが招聘し、両者でHill & Knowlton of Cleveland（ヒル アンド ノウルトン オブ クリーブランド）を設立し、その後、1934年にヒルがニューヨーク市に移住したことで新しいHill & Knowltonのオフィスを開設。一方、ノウルトンはクリーブランドに留まり、1964年に引退するまで地元を拠点に活動。1962年まで会長兼最高経営責任者を務めたヒルは、その後も社の方針策定委員会の一員として1977年になくなる直前まで出社していたという。
1930年代から、会社は鉄鋼メーカーの広報を手がける企業として名を知られるようになり、1952年の製鉄所のストライキの際にもメーカーの広報業務を担当するようになる。 また、1940年代後半のマーガリン規制に関する議会の最中にも酪農産業の広報を担当する。初期のクライアントには、1953年に喫煙と癌との因果関係が初めて明らかにされた際に広報を担当したタバコ産業をはじめ、航空業界、米国造船工業会、全国織物業協会、合衆国肥料協会、石けんメーカーなどがある。1977年にヒルが逝去。この時点で会社は560名の従業員を擁し、米国に36拠点、海外に18拠点のオフィスとなっていた。
1980年代〜1990年代
1980年に当時最大の広告代理店の1つであったJWTグループにより買収される 。Hill & Knowltonは、買収後もJWTグループの下で独立した事業体として引き続き運営され1984年に中国に進出。1986年には全米で知名度のある広報会社、Gray & Company（グレイ・アンド・カンパニー）とCarl Byoir & Associates（カール・バイアー・アンド・アソシエイツ）の2社を買収する。1987年に、JWTがロンドンに本拠地を置くマーケティング＆コミュニケーションのホールディング会社、WPPグループにより買収された後、1989年にHill & Knowltonはカナダ最大の広報機関であるPublic Affairs Resource Group（パブリック・アフェアーズ・リソース・グループ）を買収。
1980年代後半にマネーロンダリング関連のスキャンダルが発生したBCCI（国際商業信用銀行）の広報を担当していたため米上院小委員会による調査を受ける。同小委員会はHill & Knowltonが監督当局に対して同銀行を調査しないように圧力をかけたという主張をするも、この主張を裏付ける証拠は発見されなかった。BCCIがマネーロンダリングにおける有罪判決を受けた後、Hill & KnowltonはBCCIとの関係を解消した。
2000年代〜現在
2000年にアルゼンチンのVox Consulting（ヴォックス・コンサルティング）を、2002年にマイアミに拠点を置く広報会社、SAMCORを買収、そして2008年には香港に拠点を置くRikes Communications（ライクス・コミュニケーションズ）を過半数所有するなど、Hill & Knowltonは2000年代も買収を通じて拡大を続ける。2010年には、中国に3拠点の新オフィスを開設しただけでなく、インドとコロンビアにも新しくオフィス開設した。2009年には、アフリカはケニアの Scangroup（スキャングループ）とパートナーシップを結びナイロビに初のオフィスを構えた。さらに2014には、香港と上海を拠点に活動するデジタルクリエイティブエージェンシー Rice5 も買収する。
Hill & Knowltonは2011年1月、1988年にテキサス州オースティンに設立されたWPPグループの1社であるPublic Strategies（パブリック・ストラテジーズ）との合併を発表し、2011年12月、Hill & Knowltonは社名を「Hill+Knowlton Strategies」に変更した。なお、読み方はこれまで通り「ヒルアンドノウルトン」である。

## 現在の運営状況
H+K Strategiesが現在手がけているサービスは多岐に渡ると公表しており、パブリック・リレーションズ、広報、報道機関関連業務、デジタル通信、マーケティングコミュニケーション、コンテンツ開発＆マーケティング、企業諮問、企業レピュテーションマネジメント、B2Bコミュニケーション、リスク＆危機管理、クライシストレーニング、研究、製品発売のサポート、グローバルブランドポジショニング、ロビー活動、草の根キャンペーンなどとしている。
現在は、約50ヵ国に80拠点を超すオフィスを構えている。本社はアメリカのニューヨーク市。現経営陣には、会長（グローバル）兼最高経営責任者（CEO）のジャック・マーティンおよび米州社長兼最高経営責任者のマイク・コーツが名を連ねている。世界中で約2,500名の従業員を擁し、年間売上は3億5,000ドル〜4億ドルと報告されている。『PRWeek』Global Agency Rankings 2016によると、H+K Strategiesは世界代7位で売上高総利益は380,000,000ドル（2015年）。成長率は横ばい。
H+K Strategiesのクライアントはフォーチュン500の50％を占めているといわれており、自動車、銀行＆金融機関、エネルギー関連、政府、スポーツマーケティング、医療＆医薬品、技術通信、消費財＆サービス、食品＆飲料、旅行・レジャー・観光産業など、さまざまな産業・業種にサービスを提供していることが特徴の一つ。また、シドニーで開催された2000年夏季オリンピック以降、すべてのオリンピック大会でその統括団体、連盟、スポンサーと協働している。彼らはまた、WHOが資金提供したCOVID-19キャンペーンにも取り組んでいる。

## 湾岸戦争での戦争プロパガンダ事件
メディアと民主主義センター (Center for Media and Democracy) によれば、1990年H&K社は、米国内で「アメリカ世論操作を狙った、外国資本によるかつてない最大のキャンペーン」を行い、他の20以上の米国の広報会社を率いた。 H&K社は、クウェート政府がほぼ全面的に資金提供した偽装草の根市民運動 (Astroturf) 団体自由クウェートのための市民運動 (Citizens for a Free Kuwait) が払う1,080万ドルで受注した。 
1990年10月10日のアメリカ下院の下院人権議員集会 (Congressional Human Rights Caucus) で行われたナイラ看護師の証言が問題になった。「命からがらクウェートから逃げてきた」と言うナイラは、H&K社の副社長ローリー・フィッツペガドから直接演技指導を受け、ボランティアをしていたクウェート市のアル＝アダン病院に、イラク兵が乗り込み保育器から取り出された多くの幼児が虐殺されたという嘘の証言を涙ながらに行った。 このエピソードはサダム・フセインを非難するときに毎回のように引用され、ブッシュ大統領も「赤ん坊殺し」と言う表現を好んで使用するほど影響を与えた。湾岸戦争終結後、世界中のマスメディアがこの証言の真偽を確認するため取材したが、虐殺の証言が集まらない上に、100以上もあるはずの保育器そのものがクウェート全土に数えるほどしかなかった。現実には、ナイラは当時のクウェート駐米大使サウド・ナシール・アル・サバ (Saud bin Nasir Al-Sabah) の娘だった。 その後クウェート政府が危機管理会社クロール社 (Kroll Inc.) に委託した調査で、保育器が略奪され幼児が死亡したのは少なくとも7人と結論づけたが、何人が死んだか記録もないし現場のコンセンサスもないとした。調査によるインタビューで、ナイラは、議会での証言はH&K社が手伝って用意したものだと述べ、事件で赤ん坊が保育器の外にいるのを「ほんの一瞬」見ただけだったことを証言した。またナイラは、その病院でボランティアをしたことがなく、かつて数分間居たことがあるだけだったことも証言した。ワシントン・マンスリー (Washington Monthly) でTed Rowseは、被害者が159人と言う数字も、議会証言でH&K社から事前配布された資料には書かれていて、ナイラの口頭証言で数字が一切出てこなかったことから、H&K社が作ったものだと断定している。

## 日本法人
ヒルアンドノウルトンジャパン株式会社は、1958年に創業。日本国内企業およびグループメリットを活かした多国籍企業のPR代行業務を行っている。
北京オリンピックのオフィシャルPRエージェンシーを務めるなど、Hill & Knowlton北京オフィスと連携しながら同地オリンピックに関わるプロモーション活動も行ったことが知られている。
国内における3大外資系PR会社の一つ。他2社はIPGデクストラ・ジャパン、バーソン・コーン&ウルフ・ジャパン。

### 沿革
- 1958年 - 創立。
- 1999年（平成11年） メディコと業務提携。